# Gesmold

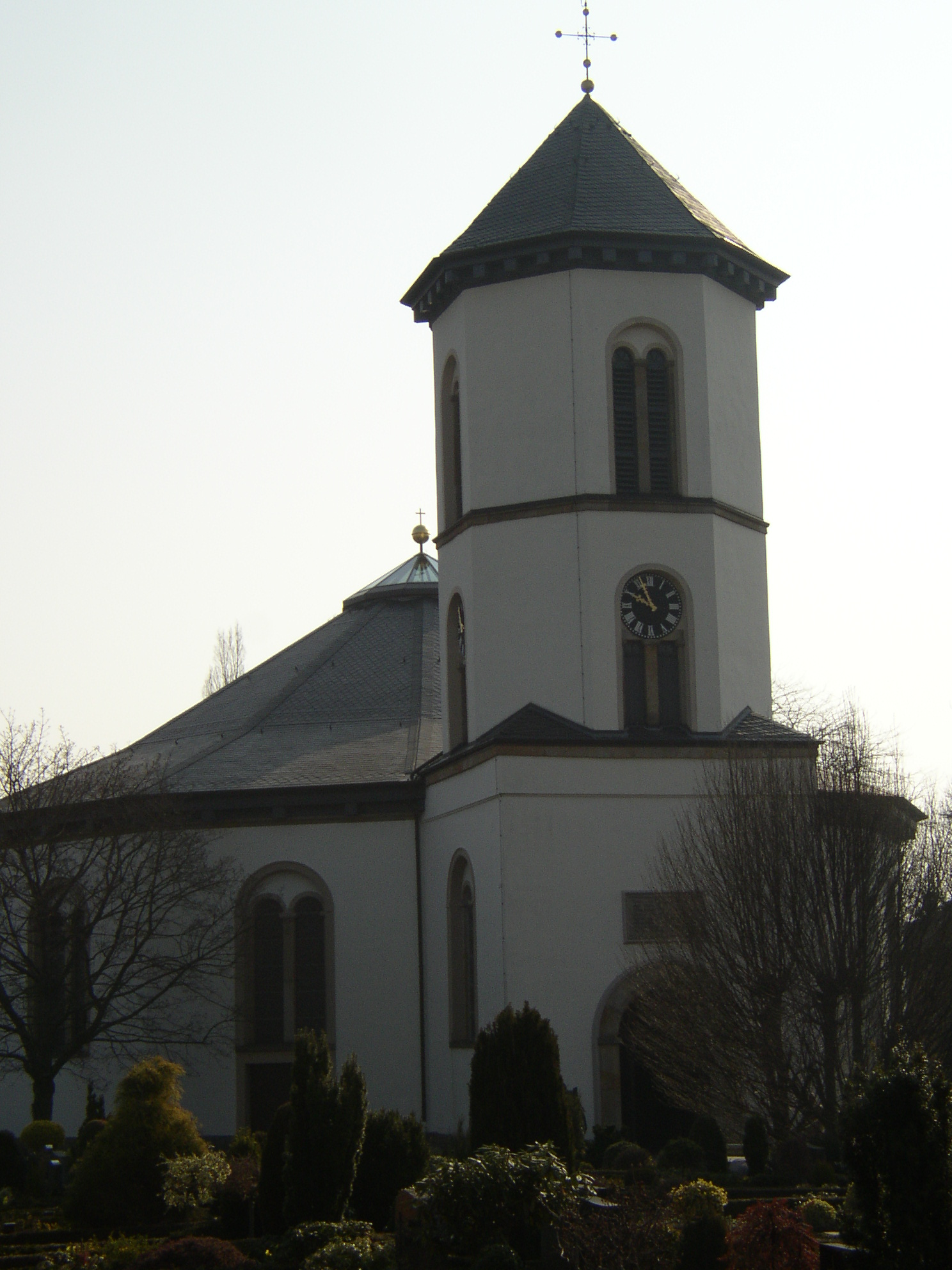
Kyrkan St. Petrus zu den Ketten i Gesmold

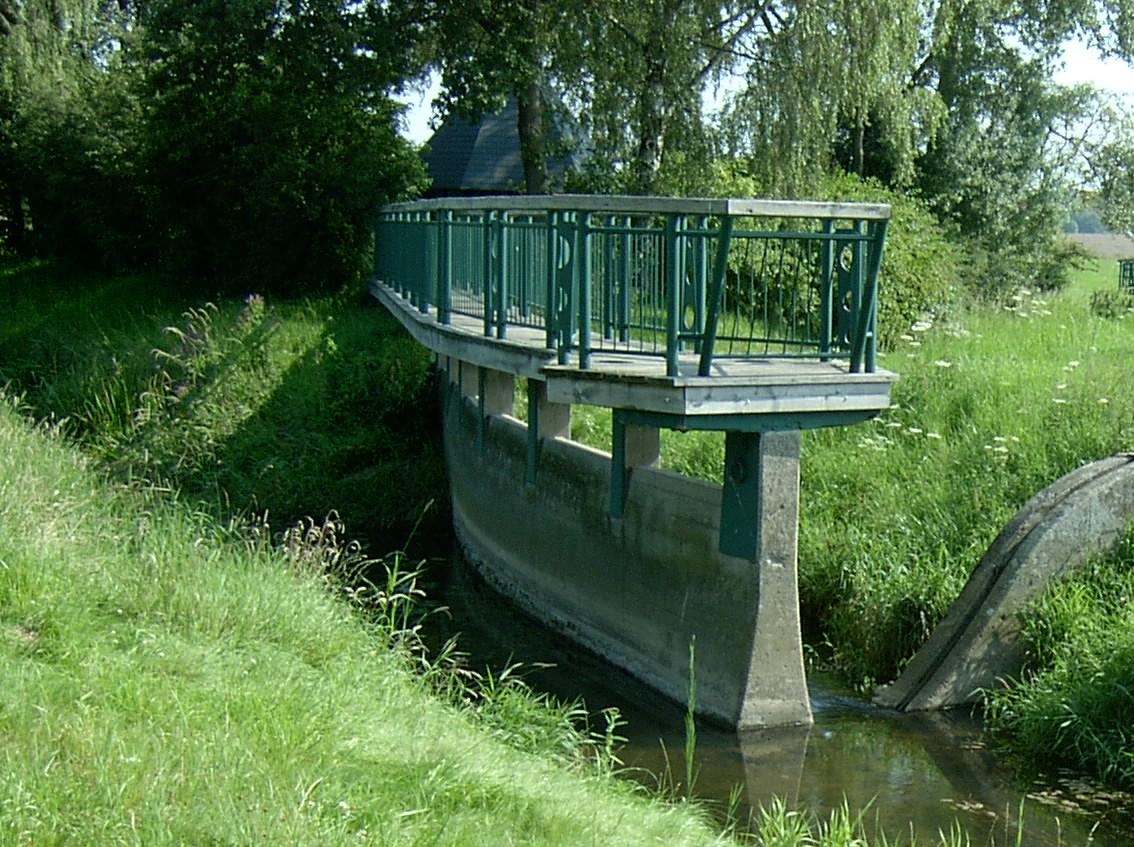
Bifurkation i Gesmold (Hase/Else)

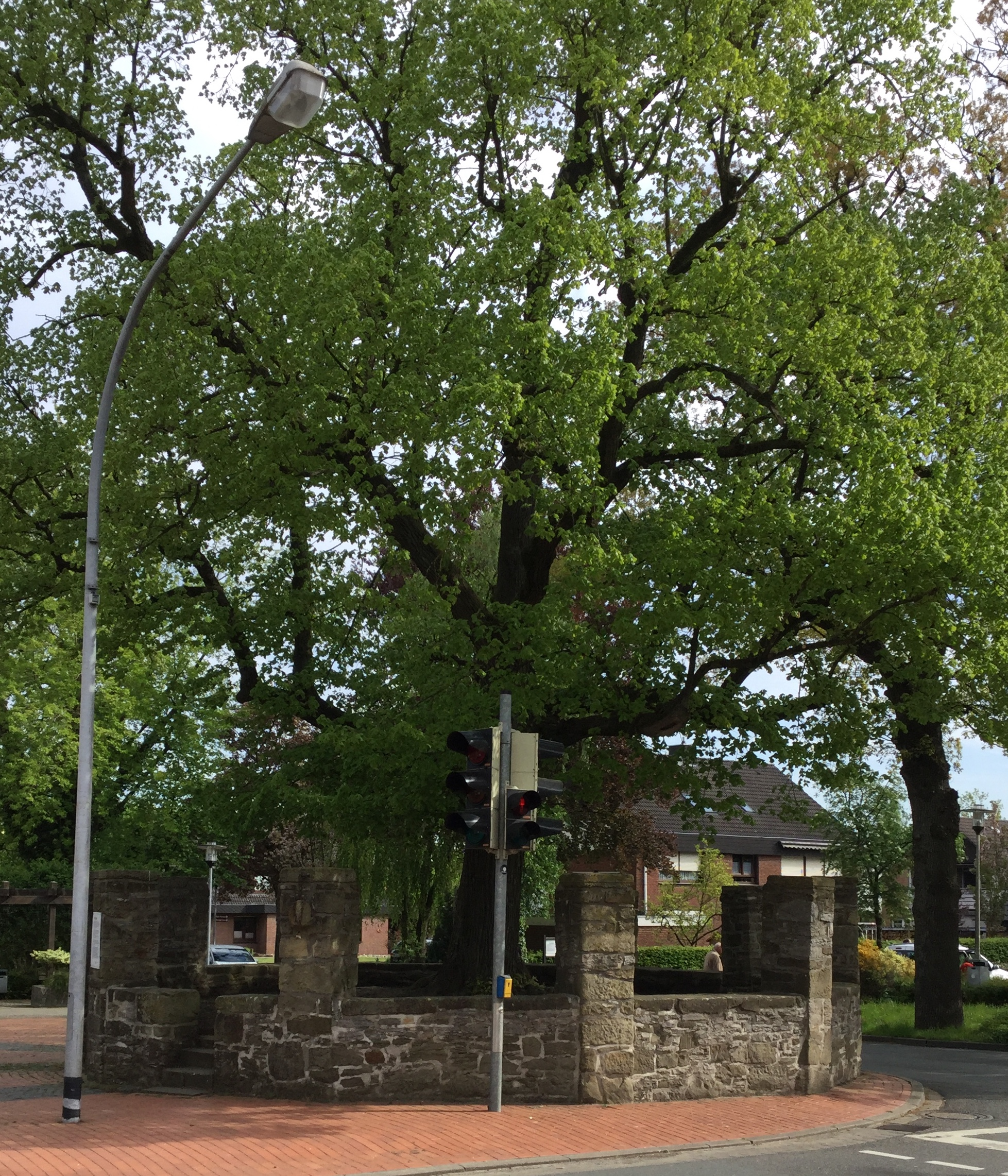
Medeltida Gesmolder Rätt-Lindsläktet

Gesmold är en stadsdel (tyska Stadtteil) i Melle i Niedersachsen. Gesmold hade 3 355 invånare år 2008. Gesmold nämns för första gången i ett dokument från år 1160. Gesmold är känt för sin årliga marknad, den så kallade Gesmolder Kirmes.
Bland ortens sevärdheter märks den katolska kyrkan St. Petrus zu den Ketten och Schloss Gesmold.

## Bydelar
- Dratum
- Ausbergen
- Dratum-Ausbergen
- Üdinghausen
- Warringhof
- Üdinghausen-Warringhof
- Wennigsen

## Personer från Gesmold
- Hermann von Amelunxen († 1580), Drots
- Ludwig von Hammerstein (* 1702; † 1796), Baron
- Johann Matthias Seling (* 1792; † 1860), Pastor, Nykterhetsrörelse
- Mathias Schürmann, Professor, von 1828 bis 1866 Pastor
- Ludwig von Hammerstein (* 1832; † 1905), Jesuitenpater
- Wilhelm Joachim von Hammerstein (* 1838; † 1904), tysk politiker
- Conrad Seeling, (19. Jh.) Målar
- Bernhard Olthaus (* 1862; † 1952), von 1904 bis 1949 Pastor, Dekan
- Hans von Hammerstein (* 1867; † 1933), General
- Fritjof von Hammerstein, (* 1870; † 1944), General
- Heinrich Rahe (* 1892; † 1975), Skribent
- Heinrich Stühlmeyer (* 1907; † 1978), Kantor, Motståndsrörelser i Nazityskland[1]